# Polymorphisme (informatique)
Pour les articles homonymes, voir Polymorphisme.
 (novembre 2020).

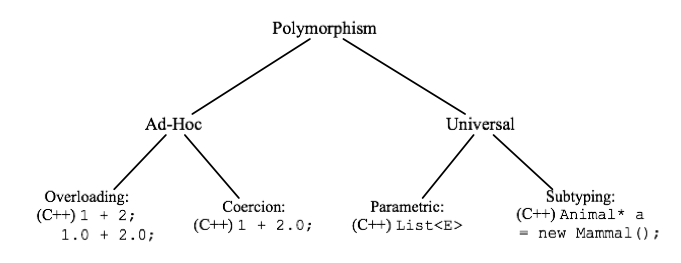
Les quatre différents types de polymorphisme

En informatique et en théorie des types, le polymorphisme, du grec ancien polús (plusieurs) et morphê (forme), est le concept consistant à fournir une interface unique à des entités pouvant avoir différents types. Par exemple, des opérations telles que la multiplication peuvent ainsi être étendues à des scalaires aux vecteurs ou aux matrices, l'addition, des scalaires aux fonctions ou aux chaînes de caractères, etc. Il existe plusieurs sortes de polymorphismes fondamentalement différents :
| Sorte                                    | Nom en programmation orientée objet | Nom en programmation fonctionnelle | Description |
| ---------------------------------------- | ----------------------------------- | ---------------------------------- | --- |
| polymorphisme ad hoc                     | surcharge                           |                                    | Une interface unique est implémentée par plusieurs routines ayant le même identifiant, potentiellement hétérogènes, c'est-à-dire chaque routine ayant une combinaison différente de types pour ses paramètres, qu'elle soit membre d'une classe ou non (routine globale). |
| polymorphisme paramétré                  | programmation générique             | polymorphisme                      | Une interface unique est implémentée par une seule routine utilisant un type générique pour au moins un de ses paramètres, que la routine soit membre d'une classe ou non (routine globale).                                                                              |
| polymorphisme par sous-typage (héritage) | polymorphisme par héritage          | polymorphisme d'inclusion          | Une interface unique est implémentée par une routine membre ayant le même identifiant dans chaque classe faisant partie de la même hiérarchie d'héritage. |

Selon le langage informatique employé, le polymorphisme peut être réalisé par différents moyens, inhérents au langage ou par emploi de patrons de conception.

## Polymorphismead hoc
Le polymorphisme ad hoc ou surcharge de fonction consiste à déclarer plusieurs fonctions ou méthodes ayant le même nom, mais des paramètres différents (par leur nombre ou leurs types). Selon que le langage est typé statiquement ou dynamiquement, la détermination de la bonne implémentation pour les paramètres donnés se fait à la compilation ou à l'exécution. Voici un exemple de surcharge en C++ :
```
#include
 
<string>

#include
 
<iostream>

void
 
fonctionSurchargee
(
std
::
string
 
str
)

{

    
std
::
cout
 
<<
 
"Implémentation 1 (string)"
 
<<
 
std
::
endl
;

}

void
 
fonctionSurchargee
(
int
 
x
)

{

    
std
::
cout
 
<<
 
"Implémentation 2 (int)"
 
<<
 
std
::
endl
;

}

int
 
main
(
int
 
argc
,
 
char
 
*
argv
[])

{

    
fonctionSurchargee
(
"Hello World!"
);
   
// Affiche : Implémentation 1 (string)

    
fonctionSurchargee
(
42
);
               
// Affiche : Implémentation 2 (int)

    

    
return
 
0
;

}

```

## Polymorphisme paramétré
Le polymorphisme paramétré consiste à définir des fonctions qui peuvent être appliquées à des types paramétrés. Par exemple, il est possible de définir une même fonction concat permettant de concaténer deux listes quel que soit le type de données qu'elles contiennent. Dans ce cas, le type de la fonction concat est noté :
{\displaystyle \mathrm {concat} :\mathrm {liste} _{\alpha }\times \mathrm {liste} _{\alpha }\rightarrow \mathrm {liste} _{\alpha }}
où α est un paramètre qui représente le type de données que contiennent les listes. α peut correspondre aux types entier, réel, chaîne de caractères, listeβ, etc.
Le polymorphisme paramétré est utilisé par les langages Caml, Haskell, PureScript et Scala. Par exemple, en Haskell, la fonction take renvoie les n premiers éléments d'une liste. La spécification de la fonction renvoyée par l'interpréteur est :
```
take
 
::
 
Int
 
->
 
[
a
]
 
->
 
[
a
]

```

Le type a est une variable de type qui correspond à n'importe quel type, c'est donc une fonction qui supporte le polymorphisme paramétré.

Plusieurs langages orientés objet implémentent le polymorphisme paramétré, comme Java avec les types génériques et C++ avec les templates. On pourrait exprimer la fonction concat dans ce dernier comme :
```
#include
 
<list>

template
<
class
 
a
>

std
::
list
<
a
>
 
concat
(
std
::
list
<
a
>
 
list1
,
 
std
::
list
<
a
>
 
list2
)

{

    
return
 
list1
.
insert
(
list1
.
end
(),
list2
.
begin
(),
list2
.
end
())

}

```

## Polymorphisme par sous-typage (héritage)

### Création de types
L'idée est de partir d'un type et de le modifier. Par exemple, on peut créer une classe de base, puis faire des classes dérivées.
Ce concept est associé à l'approche orientée objet.

#### EnC++
```
#include
 
<numbers>

class
 
Forme
 
{

public
:

   
// Méthode virtuelle pure

   
virtual
 
float
 
Aire
()
 
=
 
0
;

   
// Une classe de base d’une hiérarchie polymorphe

   
// doit toujours (ou presque) avoir un destructeur virtuel

   
virtual
 
~
Forme
()
 
{}

};

 

class
 
Carre
 
:
 
public
 
Forme
 
{

public
:

   
float
 
Aire
()
 
override
 
{
 
return
 
m_cote
 
*
 
m_cote
;
 
}

private
:

   
float
 
m_cote
;

};

 

class
 
Cercle
 
:
 
public
 
Forme
 
{

public
:

   
float
 
Aire
()
 
override
 
{
 
return
 
std
::
numbers
::
pi
<
float
>
 
*
 
m_rayon
 
*
 
m_rayon
;
 
}

private
:

   
float
 
m_rayon
;

};

```

#### EnJava
```
public
 
abstract
 
class
 
Forme
 
{

   
public
 
abstract
 
float
 
aire
()
 
;

}

 

public
 
class
 
Carre
 
extends
 
Forme
 
{

   
private
 
float
 
cote
;

   
@override

   
public
 
float
 
aire
()
 
{

       
return
 
cote
 
*
 
cote
;

   
}

}

 

public
 
class
 
Cercle
 
extends
 
Forme
 
{

   
private
 
float
 
rayon
;

   
@override

   
public
 
float
 
aire
()
 
{

       
return
 
(
float
)
 
Math
.
PI
*
rayon
*
rayon
;

   
}

}

```

#### EnPython
```
from
 
abc
 
import
 
ABC
,
 
abstractmethod

import
 
math

class
 
Forme
(
ABC
):

    
@abstractmethod

    
def
 
aire
(
self
):

        
pass

class
 
Carre
(
Forme
):

    
def
 
__init__
(
self
,
 
cote
):

        
self
.
cote
 
=
 
cote

    
def
 
aire
(
self
):

        
return
 
self
.
cote
 
*
 
self
.
cote

class
 
Cercle
(
Forme
):

    
def
 
__init__
(
self
,
 
rayon
):

        
self
.
rayon
 
=
 
rayon

    
def
 
aire
(
self
):

        
return
 
math
.
pi
 
*
 
self
.
rayon
 
*
 
self
.
rayon

```

#### EnC#
```
public
 
abstract
 
class
 
Forme

{

    
public
 
abstract
 
float
 
Aire
();

}

public
 
class
 
Carre
 
:
 
Forme

{

    
private
 
float
 
cote
;

    
public
 
override
 
float
 
Aire
()

    
{

        
return
 
(
float
)
 
Math
.
Pow
(
cote
,
 
2
);

    
}

}

public
 
class
 
Cercle
 
:
 
Forme

{

    
private
 
float
 
rayon
;

    
public
 
override
 
float
 
Aire
()

    
{

        
return
 
(
float
)
 
(
 
Math
.
PI
 
*
 
Math
.
Pow
(
rayon
,
 
2
)
 
);

    
}

}

```

#### EnEiffel
```
deferred
 
class
 

    
FORME

feature

    
aire
:
 
REAL

        
deferred
 
end

end

class

    
CARRE

inherit
 

    
FORME

feature

    
cote
:
 
REAL

    
aire
:
 
REAL

        
do

            
Result
 
:=
 
cote
^
2

        
end

end

class

    
CERCLE

inherit
 

    
FORME

    
MATH

feature

    
rayon
:
 
REAL

    
aire
:
 
REAL

        
do

            
Result
 
:=
 
Pi
 
*
 
rayon
^
2

        
end

end

```

### Utilisation des sous-types
Grâce aux fonctions virtuelles, on peut faire un algorithme en n'utilisant que la classe de base qui va automatiquement appeler les fonctions des classes dérivées. On peut dire tout simplement qu'une liste polymorphe contient des objets différents, et selon le type de ces objets quand une méthode est utilisée, elle va être appliquée, à un des objets de cette liste, selon sa fonction.

#### EnC++
```
template
<
std
::
size_t
 
Size
>

float
 
AireTotal
(
std
::
array
<
Forme
*
,
 
Size
>
 
arr
)
 
{

    
float
 
f
 
=
 
0
;

    
for
 
(
auto
 
forme
 
:
 
arr
)
 

        
f
+=
 
forme
->
Aire
();
 
// le programme détermine automatiquement quelle fonction appeler

    
return
 
f
;

}

 

// ...

std
::
array
<
Forme
*
,
 
3
>
 
tableau
 
{
 
new
 
Carre
,
 
new
 
Cercle
,
 
new
 
Carre
 
};

AireTotal
(
tableau
);

// ...

```

#### EnJava
```
float
 
aireTotal
(
Forme
[]
 
tabl
)
 
{

   
float
 
s
=
0
;

   
for
(
Forme
 
forme
 
:
 
tabl
)
 
{

      
s
 
+=
 
forme
.
aire
();
 
// le programme détermine automatiquement quelle fonction appeler

   
}

   
return
 
s
;

}

// ...

Forme
[]
 
tableau
 
=
 
{
 
new
 
Carre
(),
 
new
 
Cercle
(),
 
new
 
Carre
()
 
};

aireT
 
=
 
aireTotal
(
tableau
);
   
//aireT aura été défini comme float

// ...

```

#### EnC#
```
//...

private
 
float
 
_aireT
;

readonly
 
Forme
[]
 
_tableau
 
=
 
{
 
new
 
Carre
(),
 
new
 
Cercle
(),
 
new
 
Carre
()
 
};

//...

float
 
AireTotal
(
Forme
[]
 
tabl
)

{

    
float
 
s
 
=
 
0
;

    
foreach
 
(
Forme
 
form
 
in
 
tabl
)

    
{

        
s
 
+=
 
form
.
Aire
();
 
// le programme détermine automatiquement quelle fonction appeler

    
}

    
return
 
s
;
	

}

//...

_aireT
 
=
 
AireTotal
(
_tableau
);

//...

```

#### EnEiffel
```
    
aireTotal
 
(
tab
:
 
ARRAY
 
[
FORME
]
):
 
REAL

        
do

            
-- Result = 0.0 par défaut

            
from

                
tab
.
start

            
until

                
tab
.
after

            
loop

                
Result
 
:=
 
Result
 
+
 
tab
.
item
.
aire

                
tab
.
forth

            
end

        
end

```

## Intérêt du polymorphisme
En proposant d'utiliser un même nom de méthode pour plusieurs types d'objets différents, le polymorphisme permet une programmation beaucoup plus générique. Le développeur n'a pas à savoir, lorsqu'il programme une méthode, le type précis de l'objet sur lequel la méthode va s'appliquer. Il lui suffit de savoir que cet objet implémentera la méthode.
Ainsi, un logiciel de calcul d'intérêt pour des comptes bancaires se présenterait de la façon suivante en programmation classique (pseudo code) :
```
case MonCompteBancaire
 PEA : MonCompteBancaire.calculeInteretPEA
 PEL : MonCompteBancaire.calculeInteretPEL
 LivretA : MonCompteBancaire.calculeInteretLivretA
end case
```

Si un nouveau type de compte bancaire PERP apparait (et avec lui un nouveau calcul), il sera nécessaire d'une part d'écrire la nouvelle méthode calculeInteretPERP, mais aussi de modifier tous les appels du calcul ci-dessus. Dans le meilleur des cas, celui-ci sera isolé et mutualisé de sorte qu'une seule modification sera nécessaire. Dans le pire des cas, il peut y avoir des centaines d'appels à modifier.
Avec le polymorphisme, toutes les méthodes porteront le même nom « calculeInteret » mais auront des codes différents (un par type de compte).

L'appel sera de la forme :
```
MonCompteBancaire.calculeInteret
```

Lors de l'arrivée du nouveau compte, aucune modification de ce code ne sera nécessaire. Le choix de la méthode réelle à utiliser sera fait automatiquement à l'exécution par le langage, alors que dans le cas précédent, c'est le développeur qui devait programmer ce choix. Mais le programmeur devra créer une classe objet supplémentaire pour implémenter le code correspondant qui sera appelé par une attribution de la table des méthodes virtuelles qui elle effectuera bien un case en fonction de ce composant.